# Роїщенська сільська рада
Рої́щенська сільська́ ра́да — орган місцевого самоврядування у Чернігівському районі Чернігівської області. Адміністративний центр — село Роїще.

## Загальні відомості
Роїщенська сільська рада утворена в 1919 році.
- Територія ради: 5,33 км²
- Населення ради: 1190 осіб (станом на 2001 рік)

## Населені пункти
Сільській раді підпорядковані населені пункти:
- с. Роїще

## Склад ради
Рада складається з 16 депутатів та голови.
- Голова ради: Лєпа Олександр Миколайович
- Секретар ради: Семенюк Валентина Олексіївна

### Керівний склад попередніх скликань
| ПІБ                        | Основні відомості                                                 | Дата обрання | Дата звільнення |
| -------------------------- | ----------------------------------------------------------------- | ------------ | --------------- |
| Пасєка Леонтій Зосимович   | Сільський голова, 1946 року народження, безпартійний              | 26.03.2006   | 01.02.2008      |
| Лєпа Олександр Миколайович | Сільський голова, 1970 року народження, освіта вища, безпартійний | 01.06.2008   | 31.10.2010      |
| Лєпа Олександр Миколайович | Сільський голова, 1970 року народження, освіта вища, безпартійний | 31.10.2010   |                 |

Примітка: таблиця складена за даними джерела

### Депутати
За результатами місцевих виборів 2010 року депутатами ради стали:

#### За суб'єктами висування
| Суб'єкт висування                 | Кількість обраних депутатів | %    |
| --------------------------------- | --------------------------- | ---- |
| Партія регіонів                   | 10                          | 62,5 |
| Самовисування                     | 5                           | 31,3 |
| Політична партія «Сильна Україна» | 1                           | 6,3  |

#### За округами
| № округу                          | Прізвище, ім'я, по батькові     | Дата визнання обраним | Освіта             | Партійна приналежність                  | Відомості про обраного депутата                       |
| --------------------------------- | ------------------------------- | --------------------- | ------------------ | --------------------------------------- | ----------------------------------------------------- |
| Партія регіонів                   |                                 |                       |                    |                                         |                                                       |
| 2                                 | Сидоренко Лариса Олексіївна     | 01.11.2010            | середня спеціальна | член Партії регіонів                    | Роїщинська сільська рада, касир                       |
| 3                                 | Зінченко Олександра Іванівна    | 01.11.2010            | середня спеціальна | член Партії регіонів                    | Роїщинська сільська рада, головний бухгалтер          |
| 4                                 | Пуцай Микола Олександрович      | 01.11.2010            | середня спеціальна | член Партії регіонів                    | ЧНПЛ, санітар                                         |
| 6                                 | Нетреба Валентина Володимирівна | 01.11.2010            | середня            | член Партії регіонів                    | фізична особа-підприємець                             |
| 7                                 | Кулик Надія Іванівна            | 01.11.2010            | середня спеціальна | член Партії регіонів                    | пенсіонер                                             |
| 8                                 | Семенюк Валентина Олексіївна    | 01.11.2010            | вища               | член Партії регіонів                    | Роїщинська сільська рада, секретар                    |
| 10                                | Юрченко Інна Василівна          | 01.11.2010            | вища               | позапартійна                            | пенсіонер                                             |
| 11                                | Зінченко Віра Віталіївна        | 01.11.2010            | середня спеціальна | член Партії регіонів                    | с. Роїще, фельдшерсько-акушерський пункт, завідувачка |
| 12                                | Василенко Олег Петрович         | 01.11.2010            | вища               | член Партії регіонів                    | ЧПДВСКН, головний лікар ветеринарної медицини         |
| 16                                | Лєпа Світлана Миколаївна        | 01.11.2010            | вища               | член Партії регіонів                    | фізична особа-підприємець                             |
| Політична партія «Сильна Україна» |                                 |                       |                    |                                         |                                                       |
| 5                                 | Орешко Алла Миколаївна          | 01.11.2010            | вища               | член Політичної партії «Сильна Україна» | Роїщинська загальноосвітня школа, вчитель             |
| Самовисування                     |                                 |                       |                    |                                         |                                                       |
| 1                                 | Бабич Валентина Федорівна       | 01.11.2010            | середня спеціальна | позапартійна                            | с. Роїще, бібліотека (філіал), завідувачка            |
| 9                                 | Орешко Тамара Петрівна          | 01.11.2010            | вища               | позапартійна                            | загальноосвітня школа с. Роїще, директор              |
| 13                                | Чубук Олена Анатоліївна         | 01.11.2010            | середня спеціальна | позапартійна                            | с. Роїще, відділення зв'язку, листоноша               |
| 14                                | Майборода Микола Іванович       | 01.11.2010            | середня            | позапартійний                           | тимчасово не працює                                   |
| 15                                | Зінченко Сергій Анатолійович    | 01.11.2010            | середня            | позапартійний                           | тимчасово не працює                                   |